# Eisenbahnunfall von Balaclava
Bei dem Eisenbahnunfall von Balaclava, Jamaika, entgleiste am 30. Juli 1938 ein Personenzug. 32 Menschen starben.

## Ausgangslage
Der Zug war von Kingston nach Montego Bay unterwegs. In einer Gefällestrecke, die zudem einen engen Gleisbogen aufwies, bestand eine Geschwindigkeitsbeschränkung von 40 km/h.

## Unfallhergang
Dem Lokomotivführer gelang es nicht, die Geschwindigkeit des Zuges ausreichend zu reduzieren. Der Zug nahm die Kurve mit 60 km/h, die Lokomotive entgleiste, die folgenden Wagen ebenfalls. Einige der Wagen schoben sich zum Teil ineinander, wodurch zahlreiche Menschen verletzt oder getötet wurden.

## Folgen
32 Menschen starben, 77 wurden darüber hinaus verletzt. Dies war der erste Eisenbahnunfall in Jamaika, bei dem Menschen ums Leben kamen.